# Her Educator
Pour plus de détails, voir Fiche technique et Distribution.
Her Educator (Her Education) est un film muet américain réalisé par Lem B. Parker et sorti en 1912.

## Fiche technique
- Titre : Her Educator
- Réalisation : Lem B. Parker
- Scénario : Marjorie Benton Cooke, d'après son histoire
- Producteur :  William Selig
- Société de production : Selig Polyscope Company
- Société de distribution : General Film Company
- Pays d'origine :  États-Unis
- Langue : Anglais
- Format : Noir et blanc — 35 mm — 1,33:1 — Muet
- Genre : Comédie dramatique
- Durée : 10 minutes
- Dates de sortie : 
  -  États-Unis : 6 novembre 1912
  -  Royaume-Uni : 30 janvier 1913

## Distribution
- Betty Harte : le Kid
- Wheeler Oakman : Joe Emory
- William J. Burns
- Frank Clark
- Al Ernest Garcia
- William Hutchinson
- Clay M. Greene
- Eddie James
- Forrest Littlefield
- George Hernandez